# Isidor Heckscher
Isidor Heckscher, född 2 november 1848 i Ålborg, död 12 december 1923 i Stockholm, var en dansk-svensk juridisk och nationalekonomisk författare, generalkonsul av judisk härkomst, gift med Rosa Meyer. Han var far till Eli och Ella Heckscher.
Heckscher ingick efter avslutade juridiska studier vid Köpenhamns universitet 1872 som tjänsteman i danska justitiedepartementet, men flyttade 1875 till Stockholm som biträde i sin farbrors, bankdirektören Edvard Heckschers bankiraffär och övergick därifrån 1884 till Industrikreditaktiebolaget som kontorschef. 
År 1885 utnämndes han till juris doktor vid Köpenhamns universitet. Vid danska konsulatväsendets omorganisation blev Heckscher 1896 Danmarks förste utsände generalkonsul i Sverige, med säte till en början i Göteborg, från 1900 i Stockholm. 
1906 blev han ledamot av danska kommittén för omorganisation av utrikesministeriet och Danmarks representation i utlandet, och 1908 var han ledamot av kommittén för ordnande av fondaffärerna på Stockholms fondbörs. 
Heckscher idkade sedan mitten av 1870-talet skriftställarverksamhet i danska, svenska och norska tidskrifter. I Tidsskrift for retsvidenskab skrev Heckscher regelbundet referat om svenska rättsfall alltsedan 1896.

## Utmärkelser
- Riddare av Dannebrogorden,  1898[1]
- Dannebrogsmännens hederstecken,  1906[1]
- Kommendör av Dannebrogorden,  1912[1]
- Kommendör av första graden av Dannebrogorden,  1919[1]

[Redigera Wikidata]